# Passo delle Erbe
Il passo delle Erbe (Würzjoch in tedesco, Jü de Börz in ladino), è un valico alpino delle Dolomiti, posto a 1987 m s.l.m., che mette in comunicazione la val d'Isarco (precisamente una sua valle tributaria, la val di Luson) con la val Badia.

## Descrizione
Gli accessi stradali al valico sono diversi: dalla val di Funes e dalla valle di Eores (Bressanone) salgono due strade provinciali che si congiungono nei pressi del passo di Eores (Kofeljoch, 1863 m) per poi discendere leggermente nella conca di Gunggan e risalire al valico. In questo punto giunge anche la ripida e ardita carrozzabile che inizia a Luson e risale tutta la valle del rio Lasanca. Sul versante opposto, la strada scende ad Antermoia, frazione di San Martino in Badia.

Dal passo si possono ammirare le cime della Plose, il Sass de Putia, le Odle e il monte Gabler. Presso il valico si trova l'omonimo rifugio alpino, anche conosciuto come Ütia de Börz.. Nella stagione invernale il passo non è raggiungibile in automobile, in quanto la strada diventa una pista da sci di fondo.

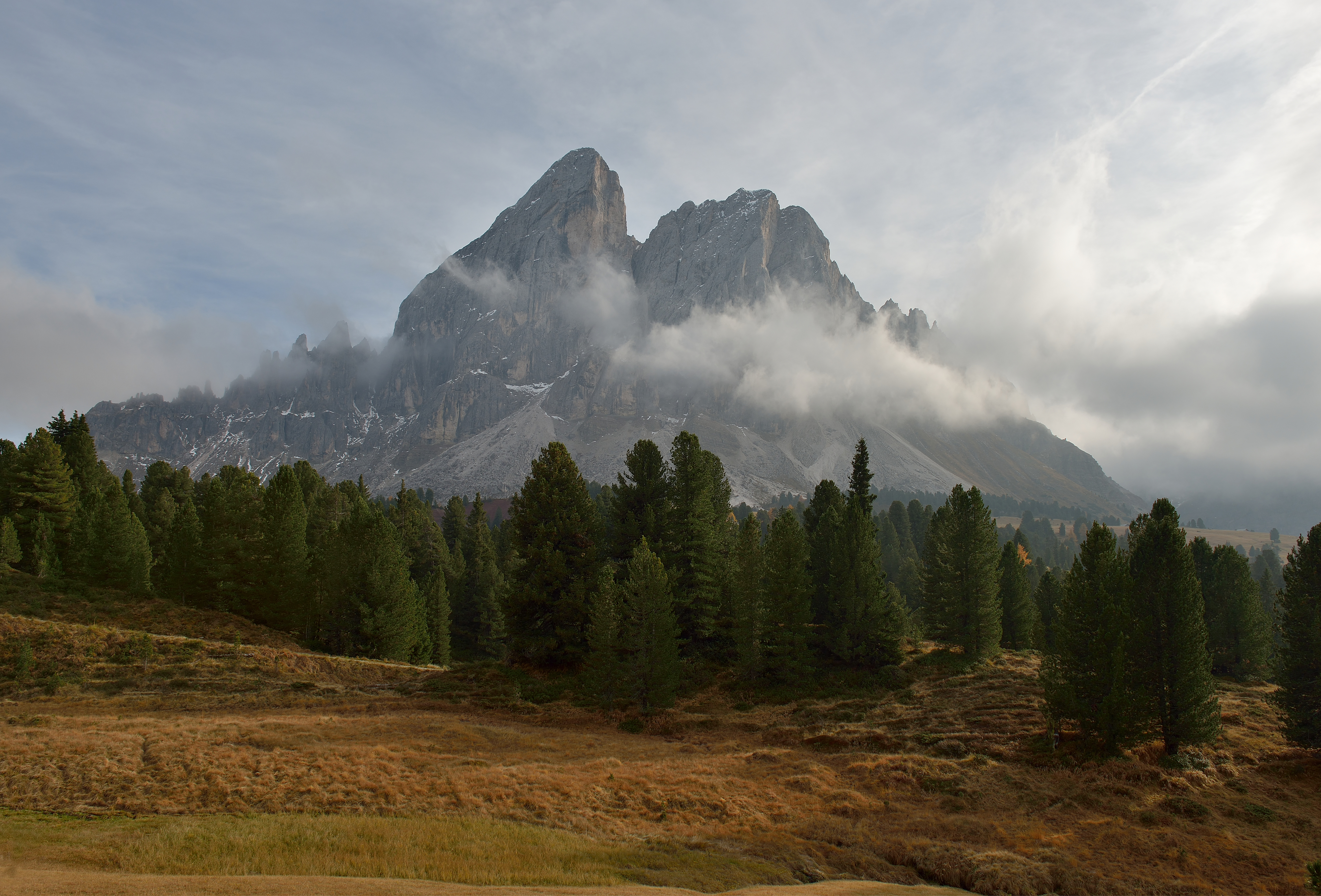
Il Sass de Putia presso il passo

## Ciclismo
Il passo delle Erbe è stato percorso 3 volte dal Giro d'Italia a partire dal 1993:
| Anno | Tappa                              | Primo in vetta     | Versante scalato |
| ---- | ---------------------------------- | ------------------ | ---------------- |
| 1993 | 13ª: Asiago > Corvara in Badia     | Andrew Hampsten    | Bressanone       |
| 1994 | 14ª: Lienz > Merano                | Pascal Richard     | Antermoia        |
| 2005 | 19ª: Longarone > Torri del Vajolet | Juan Manuel Gárate | Antermoia        |